# Ommatius oklahomensis
Ommatius oklahomensis là một loài ruồi trong họ Asilidae. Ommatius oklahomensis được Bullington & Lavigne miêu tả năm 1984. Loài này phân bố ở vùng Tân Bắc giới.